# Enrique Simonet

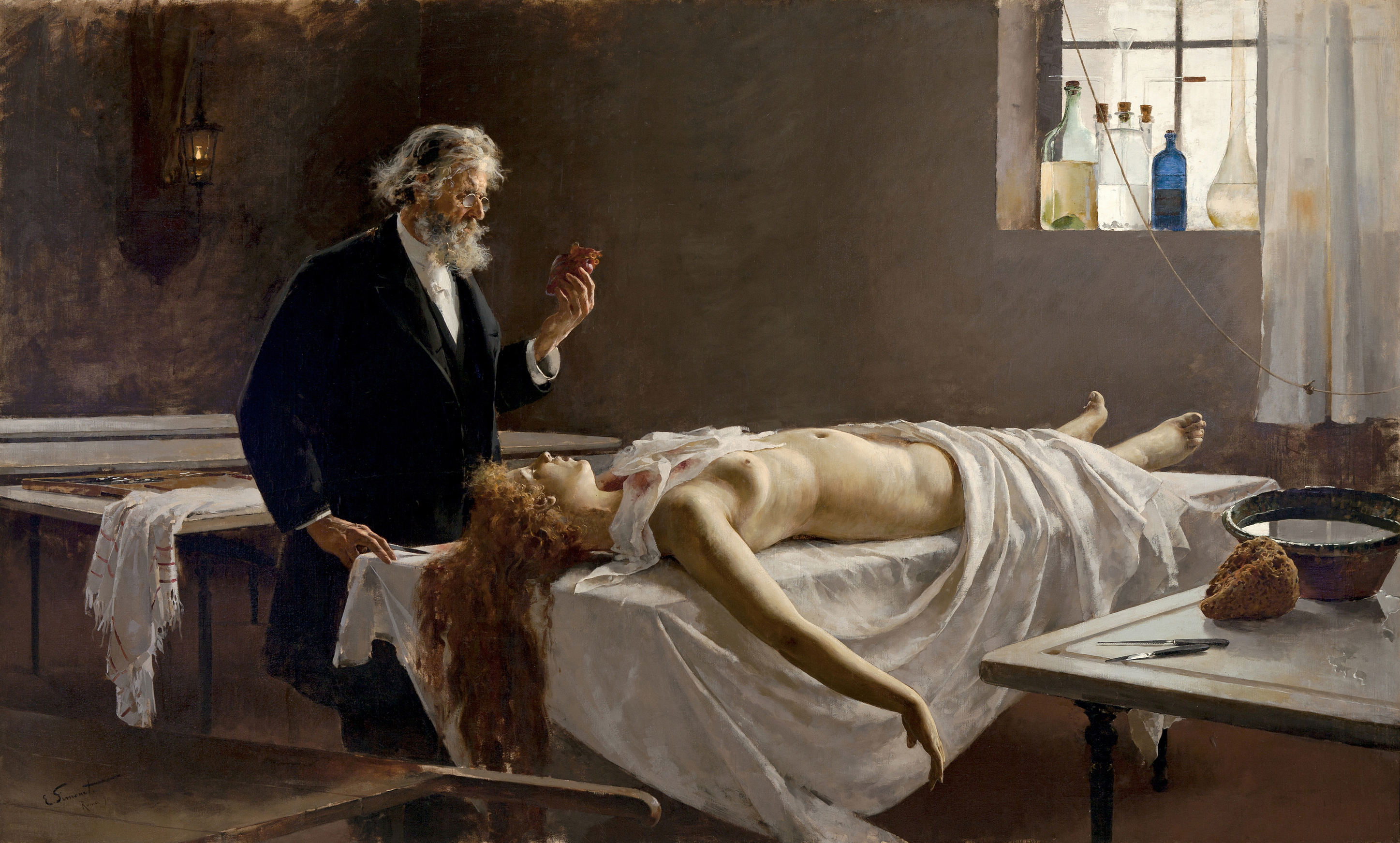
Anatomia do coração (1890)

Enrique Simonet Lombardo (2 de fevereiro de 1866 – 20 de abril de 1927) foi um pintor espanhol nascido em Valência. Ele estudou primeiro na Real Academia de Bellas Artes de San Carlos de Valencia e obteve, em 1887, uma bolsa para estudar pintura na Academia de Belas Artes de Roma, onde ele pintou, em 1890, a "Anatomia do coração", também conhecida como "Ela tinha um coração!" ou "Autópsia". Esta obra lhe traria uma fama internacional e venceu diversos prêmios internacionais.

## Obras
Ele também obteve diversos prêmios internacionais, incluindo Madri (1892), Chicago (1893), Barcelona (1896) e Paris (1900).
Em 1911, ele se tornou um membro da Real Academia de Bellas Artes de San Fernando em Madri.

## Galeria

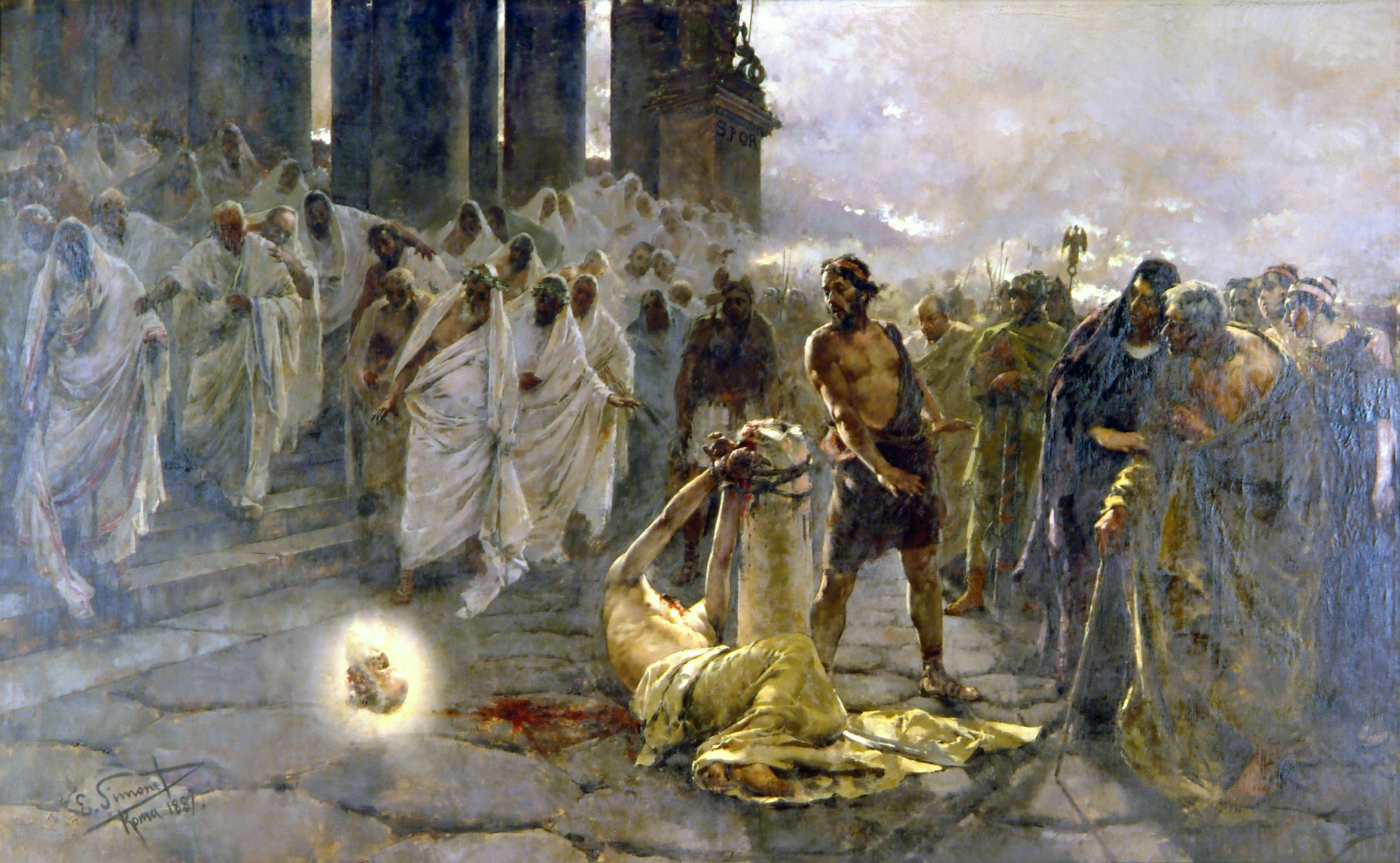
Decapitação de São Paulo (1887)
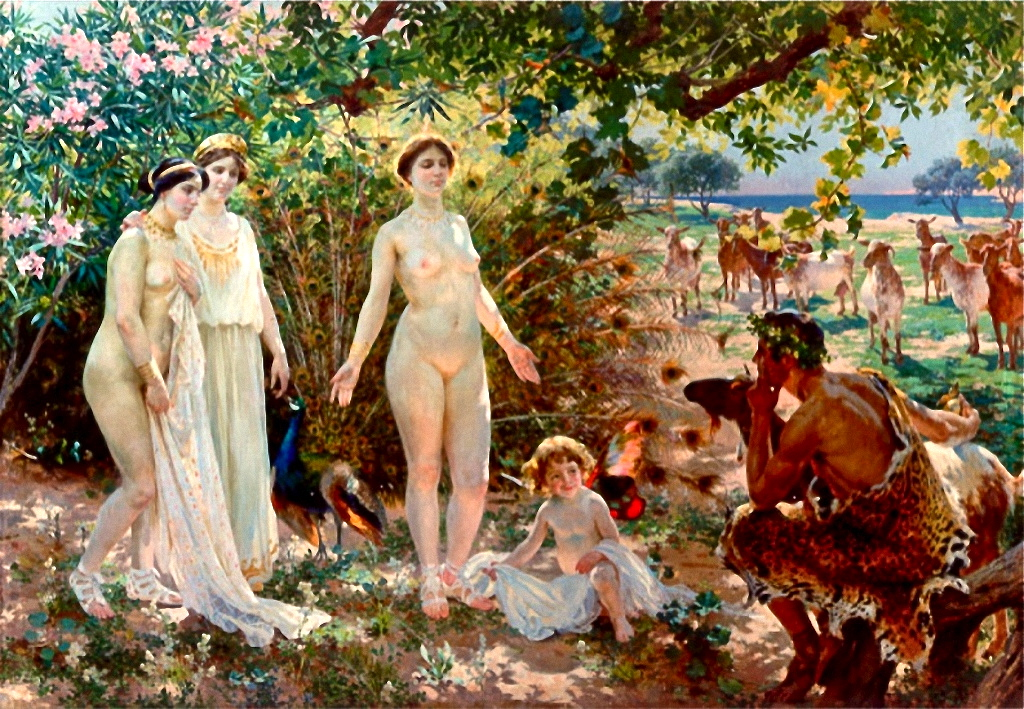
Julgamento de Páris (1904)
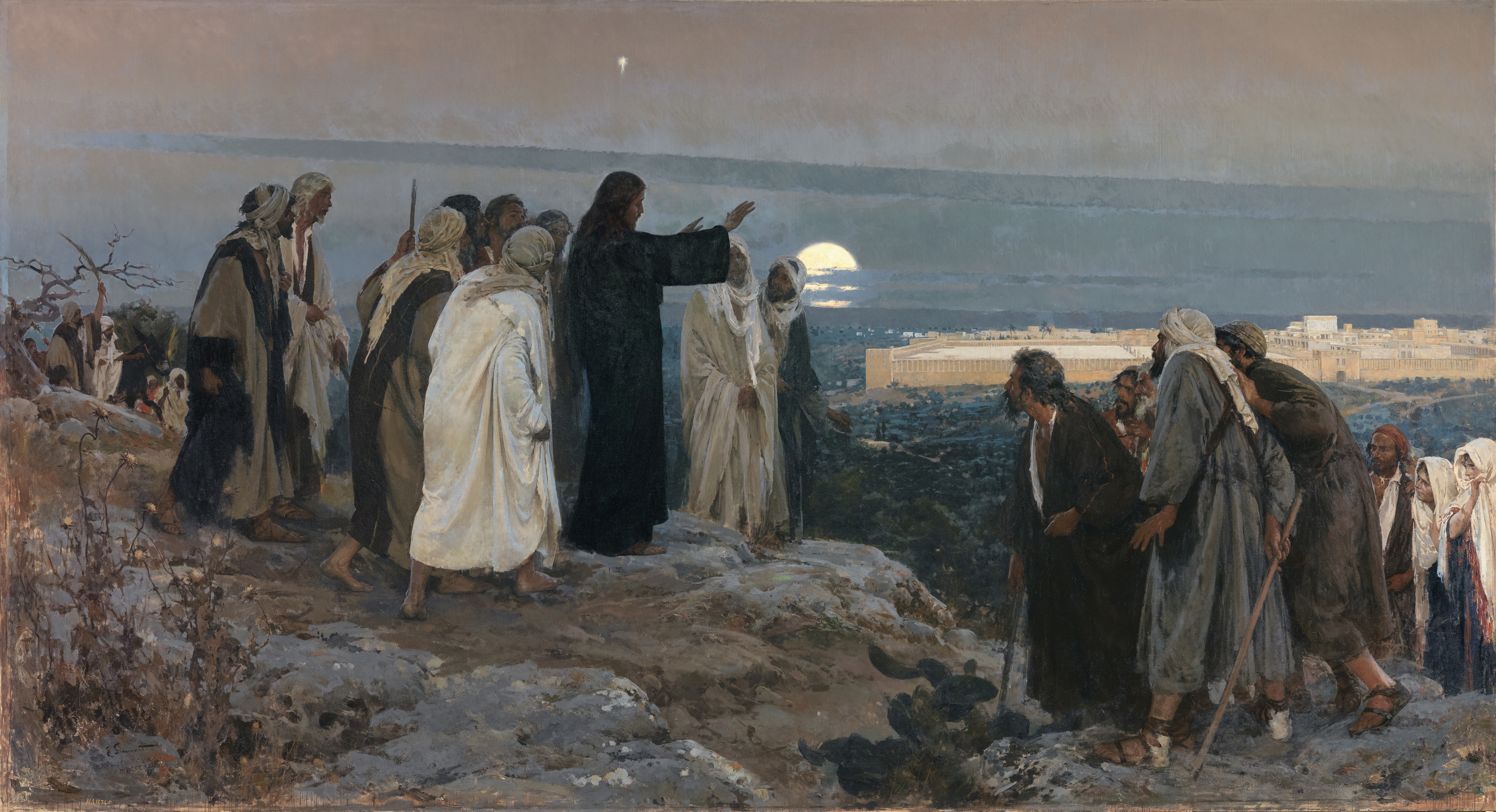
Flevit super illam (1892)